# Wilhelm Geissler (Künstler, 1848)
Wilhelm „Willi“ Geissler (auch Geißler; * 12. Juli 1848 in Hannover; † 4. April 1928 in Berlin) war ein deutscher Maler, Graphiker und Lithograf.

## Leben

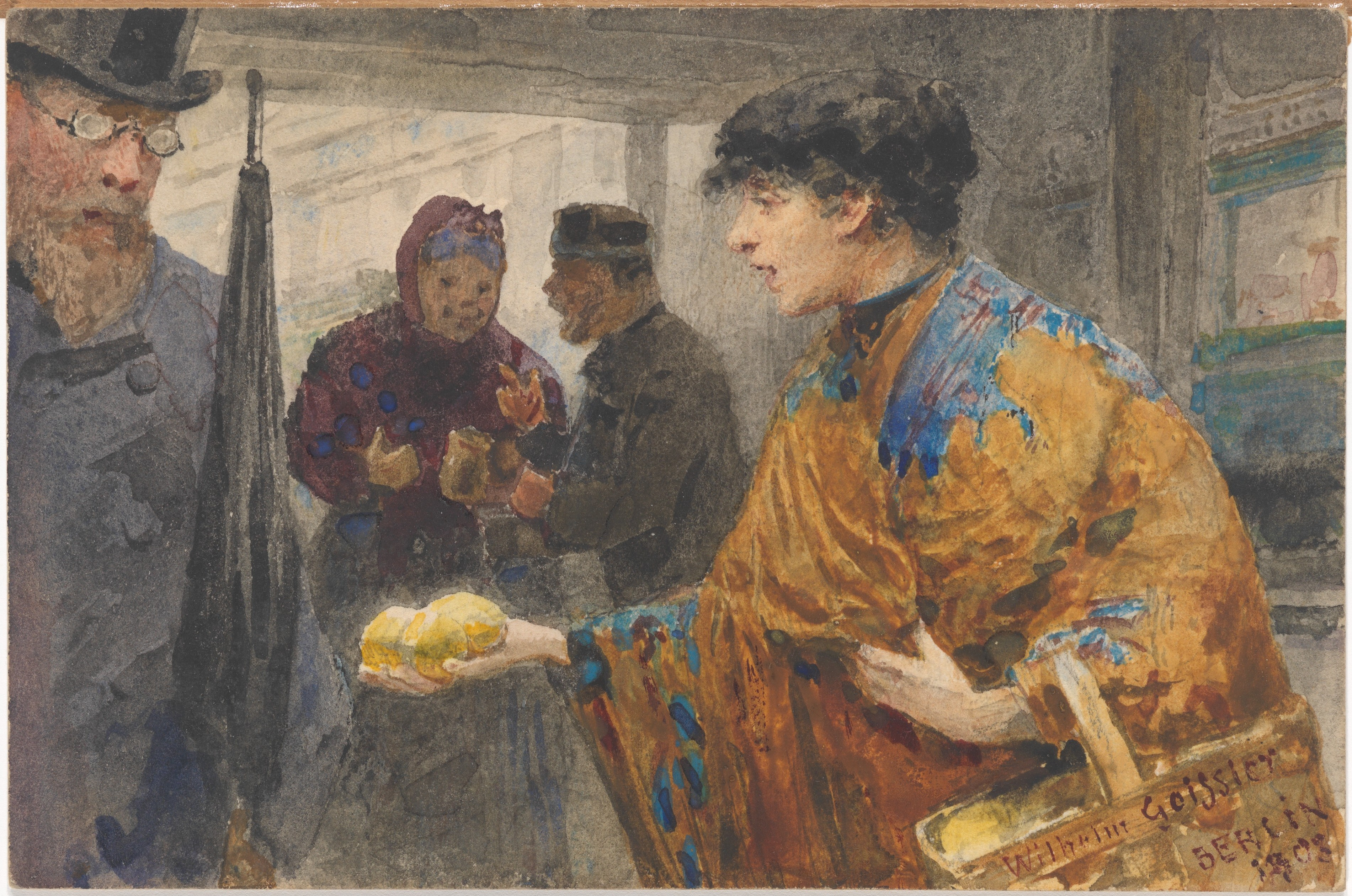
Signiert „Wilhelm Geissler, Berlin 1903“: Frau in orientalischer Kleidung verkauft Zitronen;
Gouache, 9,1 × 13,8 cm; digital gestiftet vom Metropolitan Museum of Art

Wilhelm Geissler wurde 1848 in der Residenzstadt des Königreichs Hannover als Sohn des Illustrators Robert Geissler geboren. In der Gründerzeit des Deutschen Kaiserreichs studierte er von 1874 bis 1876 an der Berliner Kunstakademie.
Ab 1877 fertigte er zunächst Lithographien nach Handzeichnungen von Adolph von Menzel, Anton von Werner und Otto Knille.
Ab 1883 unterrichtete Geissler als Zeichenlehrer der ersten Berliner Handwerkerschule, die er drei Jahrzehnte später ab 1913 als Direktor leitete.
Geissler malte hauptsächlich in Öl und Aquarell, ab 1890 vor allem Berliner Straßenszenen, ab 1908 Alpenlandschaften. Seine Arbeiten stellte er unter anderem in Berlin bis 1893 auf den Ausstellungen der Königlichen Akademie der Künste aus. 1918 zeigte das Berliner Künstlerhaus eine Sonderausstellung mit Werken Geisslers.

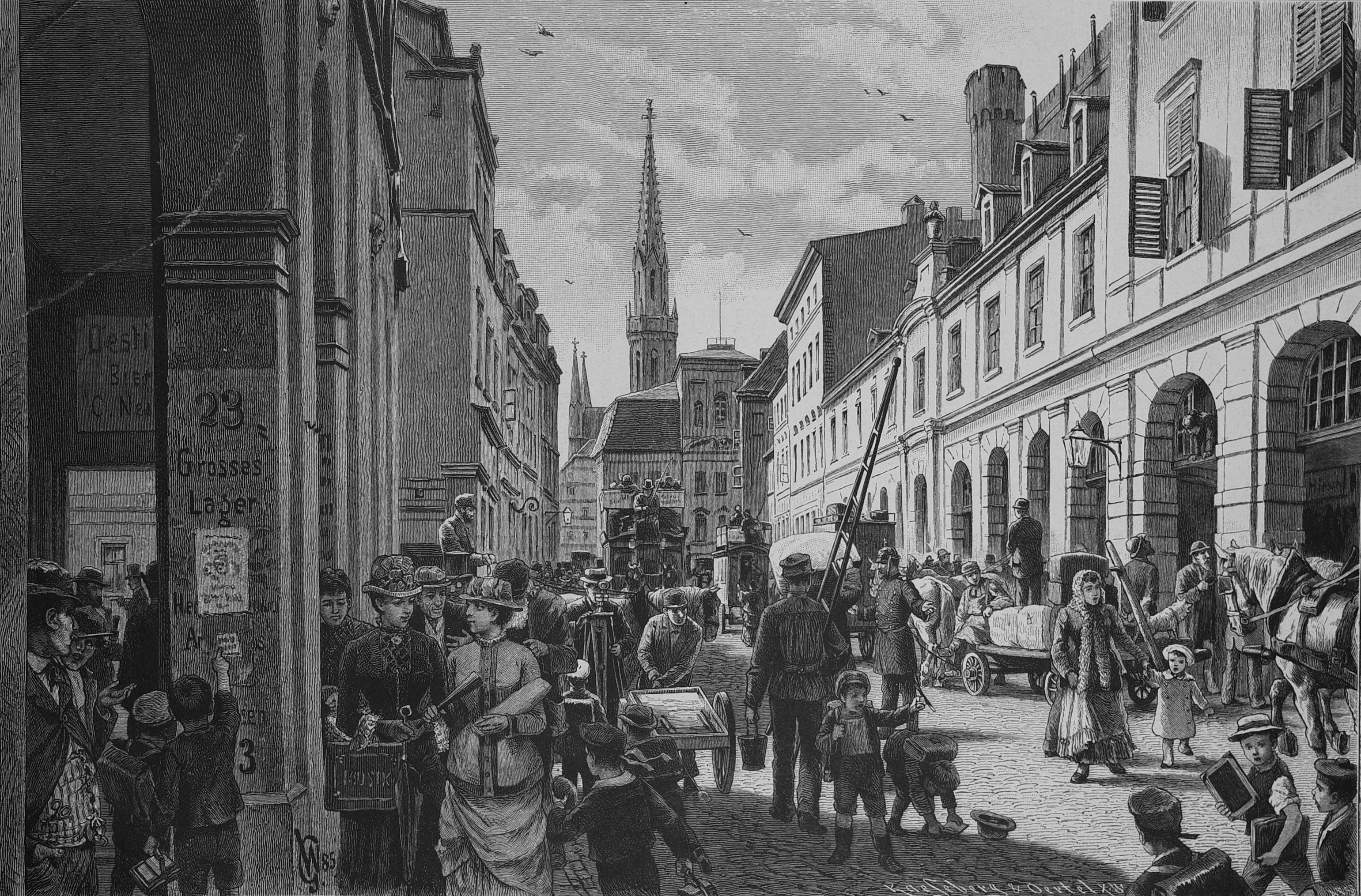
„Der Mühlendamm in Berlin. Originalzeichnung von Wilhelm Geißler“; in: Die Gartenlaube, 1885
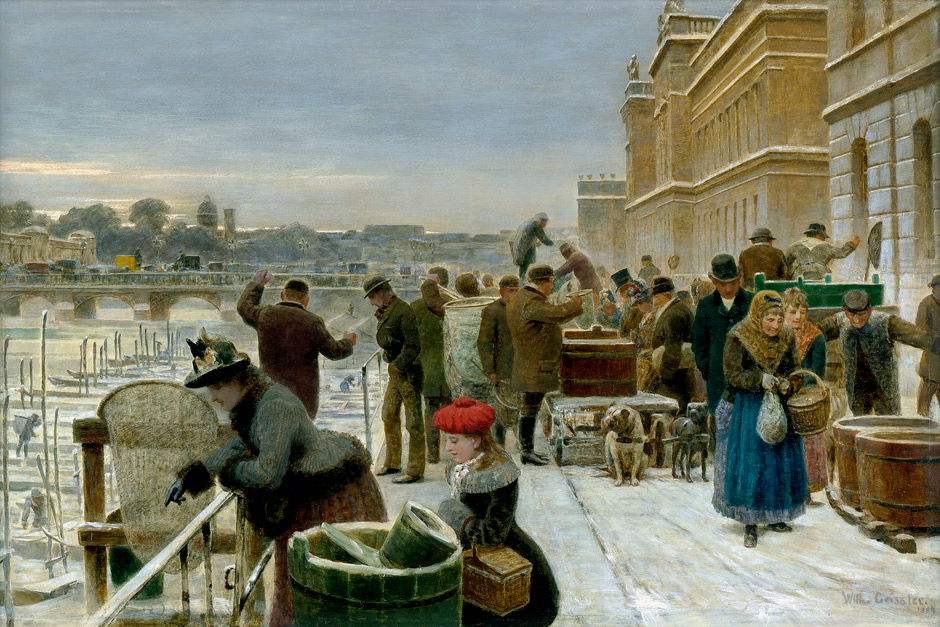
Sylvesterkarpfen in Berlin beim Eisfischen in der Spree vor der Alten Börse an der Burgstrasse in Berlin-Mitte; Öl auf Holz. 28,3 × 42,2 cm; signiert und datiert „Wilh. Geissler 1884“
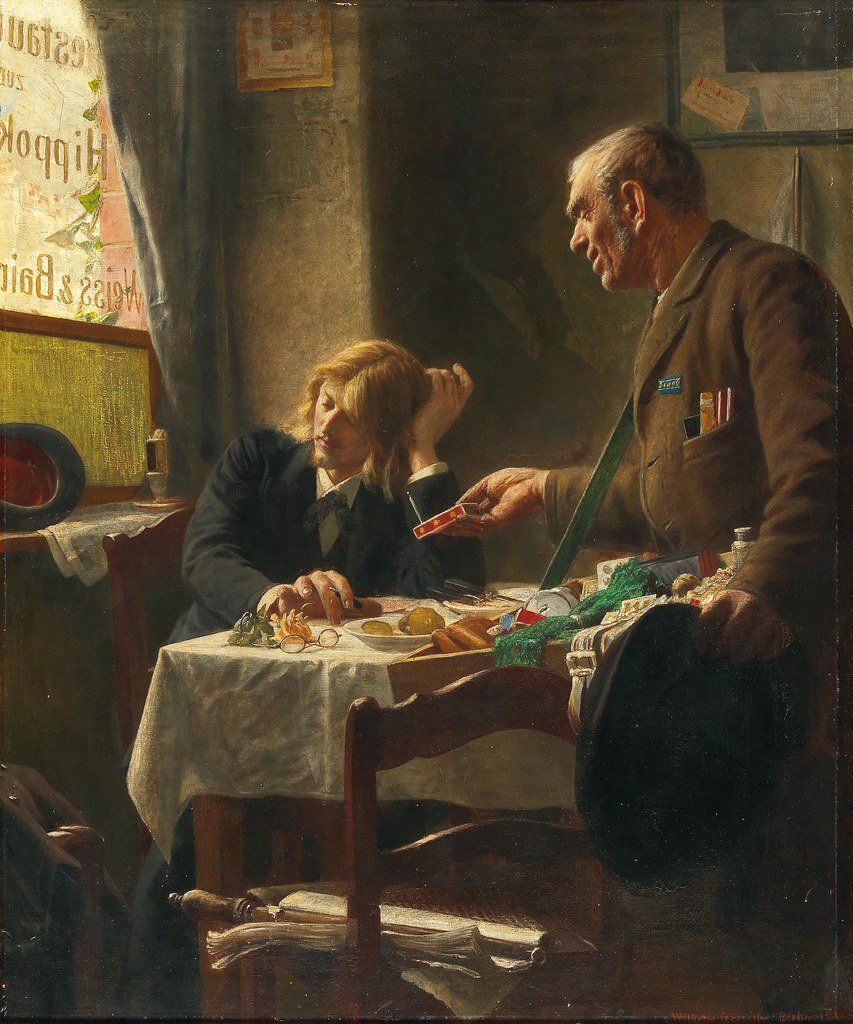
„Eine Zigarette“ in einem Berliner Gasthaus; 1889 im Crystal Palace in London mit der Bronzemedaille ausgezeichnet; Öl auf Leinwand, 65,5 × 55 cm; Dorotheum in Wien
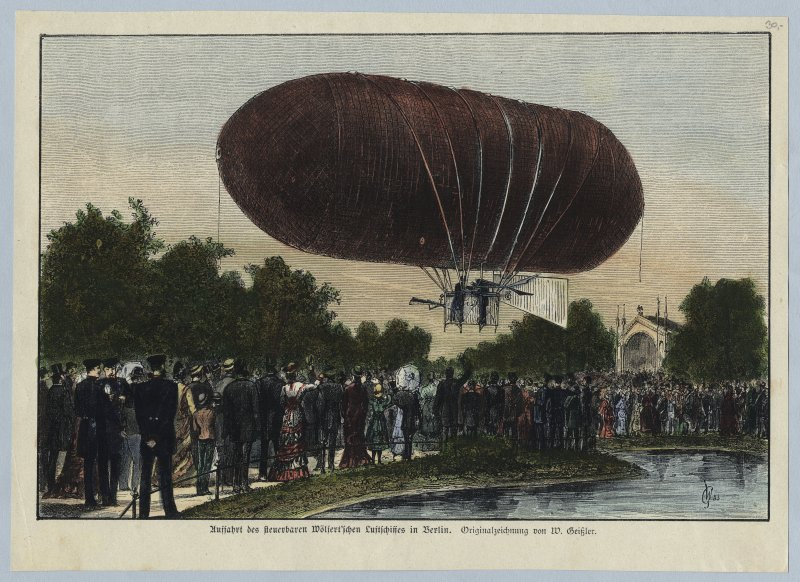
„Auffahrt des steuerbaren Wölfert'schen Luftschiffes in Berlin“; kolorierter Holzstich aus der Zeitschrift Über Land und Meer, 1883